# Marlik
Marlik és un jaciment arqueològic situat a Gilan (actualment província de l'Iran), a la rodalia de la ciutat de Rudbar, al sud-oest de la mar Càspia. Marlik és famós per les seues ceràmiques zoomòrfiques.

## Cultura de Marlik
Des de la segona meitat del segon mil·lenni ae, el cavall deixà de ser utilitzat només com a aliment o com a força de tracció o tir, i començà a ser muntat; això facilità els grans desplaçaments dels anomenats (en conjunt, encara que foren ètnies molt variades) pobles de les estepes.
De la cultura Marlik, com que és àgrafa (sense escriptura), poc o res se sabria si no fora pels vestigis ceràmics i, en menor grau, l'orfebreria.
L'indret de Marlik -amb el d'Amlash- revela la presència d'una població de genets nòmades que prosperà (com a fase cultural Marlik) durant la primera edat del ferro, en un període que va del XIV ae al s. XII ae, en territoris que ara corresponen, a més del Gilā, al Mazandaran i l'Azerbaidjan.
Segurament els integrants d'aquesta cultura eren els primers indoeuropeus que habitaren el que ara és l'Iran. Tot i que poc civilitzada, aquesta cultura hauria gaudit de prou riquesa material com per deixar alguns rastres arqueològics gràcies al seu rol de proveïdors de matèries primeres a les civilitzacions mesopotàmiques i de l'Elam.
Encara hui són pràcticament desconeguts molts dels seus més importants trets culturals: es té poca idea del seu sistema de creences o religió (tret d'un culte a la fertilitat en què el toro i el cavall semblarien ser en certes ocasions animals sagrats); no coneixem el seu tipus d'economia encara que és gairebé segur que hi hauria pastura amb caça i recol·lecció per obtenir aliment; l'agricultura estaria pràcticament en un estadi d'horticultura amb un conreu molt primitiu i marginal de cereals com antigues varietats de triticum i sègol.
La seua organització social també és encara un enigma, tot i que els indicis marquen una forta distribució sexual del treball: els homes es dedicaven a la caça, la ramaderia, la ferreria i la guerra, i les dones a l'agricultura, la cistelleria i els tèxtils fets sobretot amb llana i cuir; també es creu que la ceràmica hi era realitzada per dones, però no se'n té certesa.
Aquestes dades i les troballes arqueològiques suggereixen l'existència d'una societat patriarcal amb segurament poligínia.

## Art

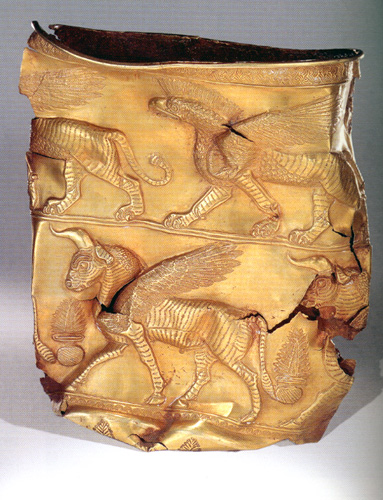
Got d'or de Marlik

És l'art de Marlik, i especialment la seua coroplàstia (ceràmica amb intencionalitat artística en la seua elaboració), el que ha fet més coneguda aquesta cultura. És un art eminentment "animalístic", ple de representacions d'animals), la qual cosa el relaciona amb l'"art de les estepes": no sols hi preval la representació d'animals, sinó una forta estilització dels éssers representats, així com una gran tensió dinàmica de les formes. També, com en l'art de les estepes, en l'art Marlik, sobretot en l'orfebreria, són freqüents les representacions d'animals mítics, monstruosos, com es pot observar en un gobelet d'or en què hi ha àguiles bicèfales dominant unes gaseles, o bous alats i grius. La seua orfebreria, tot i mantenir trets de l'art de les estepes, es troba molt influenciada per l'art de Mesopotàmia.
No són, però, les obres en metall el més important i original de l'art de Marlik, sinó la seua coroplàstia, en concret els recipients de terracota; hi ha una sèrie de ceràmica antropomorfa, gairebé sempre són grans gots (d'uns 50 cm d'alçada) que representen dones i homes nus; les dones hi apareixen en actitud de pregària; els homes o són guerrers o portadors d'ofrenes. Aquesta ceràmica és, evidentment, funerària; però és molt probable que la ceràmica zoomòrfica fos més utilitària i s'enterrés al costat de les persones com a part de les ofrenes. La ceràmica zoomorfa és el més destacat i original de l'art de Marlik; gran part d'aquesta ceràmica correspon a recipients, i especialment atuells per a líquids (sobretot correspon al que els grecs dirien ríton).Hi apareixen representats lleopards, ossos, ovelles, cérvols i, especialment, cavalls i bous, una espècie característica de bou geperut de grans banyes.
Sorprenen per la depuració de les línies i el caràcter gairebé escultòric els atuells de terracota roja o vermella amb matisos marrons, per exemple els ulls amb prou feines s'insinuen amb lleus cercles, i les orelles solen tenir orificis per on passaven cordes o baules de cadenes. Un ríton de Marlik que representa un toro és una obra d'art: la gepa és molt pronunciada i desplaçada cap a rere, i el pit forma un rivet amb una exagerada papada; tot el conjunt d'aquesta ceràmica sembla utilitària (un recipient per a líquids) i alhora artística: una escultura curiosament propera en estil, per la depuració de línies, a les molt abstractes escultures dels grans autors del segle xx: Henry Moore, Brâncuşi…
Un cementeri d'elit de finals del 2n-principis del 1r mil·lenni ae a la conca occidental del Caspi. Mārlik (s'anomena així per a l'abundància de serps) o Čerāḡ-'Ali Teppa (pel propietari del camp) és un dels cinc monticles naturals amb restes arqueològiques, els altres quatre són Pila Qal'a, Jāzem Kul, Dur- i Bijār i Zeynab Bijār; es van registrar al 1961 durant una inspecció realitzada pel Servei Arqueològic de l'Iran (ASI) a les ribes del riu Gowharrud, un afluent del Sefidrud a l'àrea de Rudbār a l'oest de la conca del Caspi.

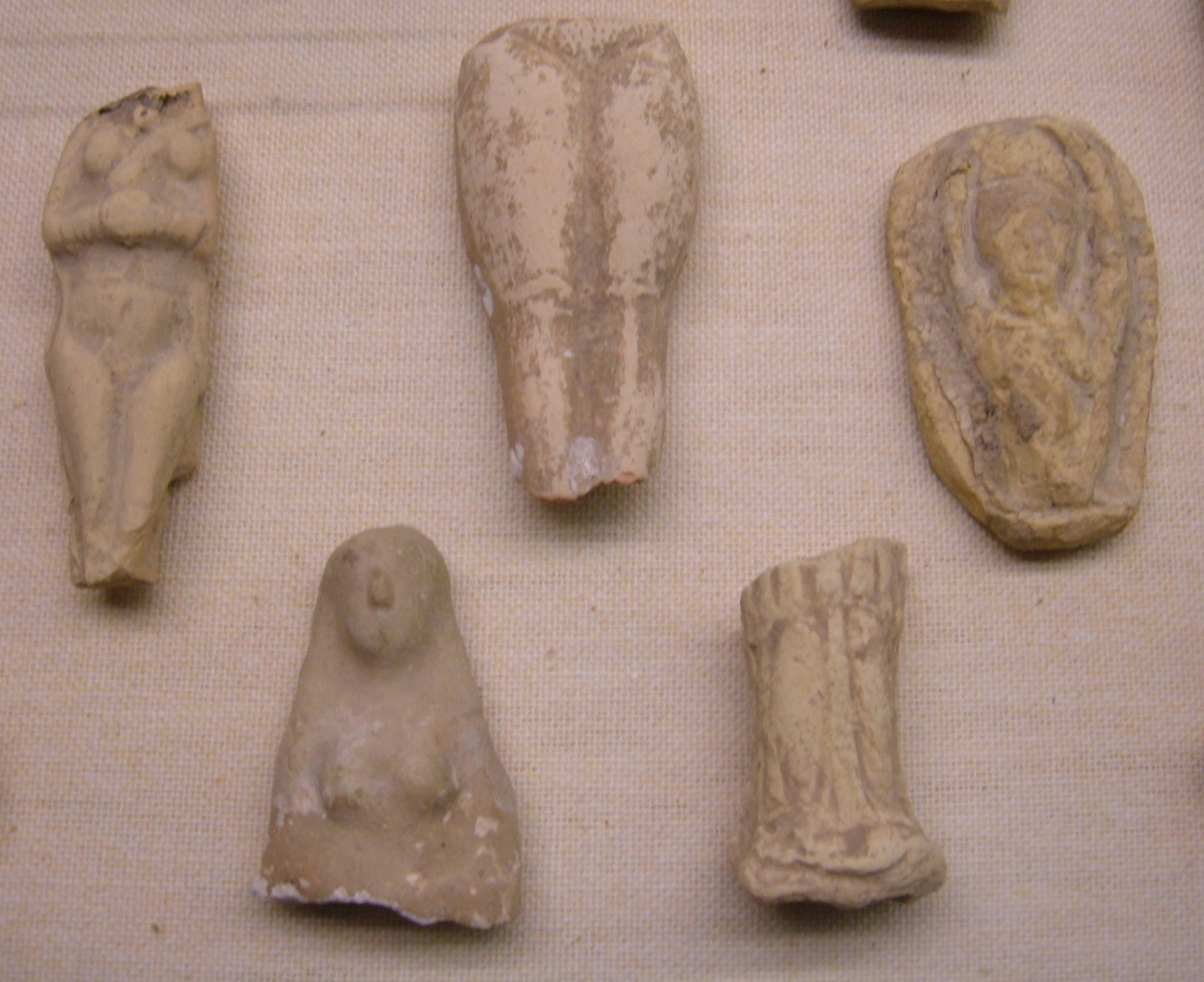
Fragments

L'estudi de la vall de Gowharrud formava part d'un projecte de reconeixement sistemàtic més ampli de la conca occidental i central del Caspi a la dècada de 1960 emprés per ASI per determinar el context arqueològic de la gran col·lecció d'objectes, inclosos atuells de ceràmica, figuretes de ceràmica zoomórfica i antropomòrfica, una àmplia gamma d'armes, adorns personals, i alguns atuells d'or i plata decorats venuts als mercats d'antiguitats de l'Iran, Europa i Estats Units des de la dècada de 1930 (Samadi). Aquest material, que els comerciants d'antiguitats i col·leccionistes anomenaven "Amlash", provenia d'excavacions il·lícites a la regió: alguns exemples n'eren clarament falsificacions (Löw, 1993; Muscarella, 2000a, pàg. 31-42), però un gran nombre semblava ser-ne autèntic.